# Jeziórka (gromada)
Jeziórka – dawna gromada, czyli najmniejsza jednostka podziału terytorialnego Polskiej Rzeczypospolitej Ludowej w latach 1954–1972.
Gromady, z gromadzkimi radami narodowymi (GRN) jako organami władzy najniższego stopnia na wsi, funkcjonowały od reformy reorganizującej administrację wiejską przeprowadzonej jesienią 1954 do momentu ich zniesienia z dniem 1 stycznia 1973, tym samym wypierając organizację gminną w latach 1954–1972.
Gromadę Jeziórka z siedzibą GRN w Jeziórce utworzono – jako jedną z 8759 gromad – w powiecie grójeckim w woj. warszawskim, na mocy uchwały nr VI/10/5/54 WRN w Warszawie z dnia 5 października 1954. W skład jednostki weszły obszary dotychczasowych gromad Jeziórka, Jeziora, Tomaszówka i Wola Grabska, ponadto wieś Dąbrówka, wieś Topibaby, wieś Salamonka i przysiółki Celinowo, Zakrzew, Kowalówka i Malowanówka z dotychczasowej gromady Dąbrówka oraz Ośrodek Osieczek z dotychczasowej gromady Osieczek ze zniesionej gminy Konie; obszar dotychczasowej gromady Czekaj ze zniesionej gminy Kobylin; oraz obszary dotychczasowych gromad Sadków Duchowny, Sadków Kolonia i Sadków Szlachecki ze zniesionej gminy Belsk – w tymże powiecie. Dla gromady ustalono 11 członków gromadzkiej rady narodowej.
1 stycznia 1959 z gromady Jeziórka wyłączono: (a) wsie Sadków Kolonia i Sadków Szlachecki, włączając je do gromady Lipie w tymże powiecie, oraz (b) wieś Sadków Duchowny, włączając ją do gromady Belsk Duży tamże, po czym gromadę Jeziórka zniesiono, a jej (pozostały) obszar włączono do gromady Pniewy tamże.